# Pondok Jaya (Cipayung)
Pondok Jaya is een bestuurslaag in het regentschap Depok van de provincie West-Java, Indonesië. Pondok Jaya telt 24.006 inwoners (volkstelling 2010).